# Петровка (Новоукраинский район)
Петровка (укр. Петрівка) — село в Глодосской сельской общине Новоукраинского района Кировоградской области Украины.
Население по переписи 2001 года составляло 269 человек. Телефонный код — 5251. Код КОАТУУ — 3524084305.